# Camponotus albocinctus
Camponotus albocinctus é uma espécie de inseto do gênero Camponotus, pertencente à família Formicidae.